# Roko Idžojtić
Roko Idžojtić (Virovitica, 26. rujan 1976.), hrvatski autor stripa i profesor likovne kulture.

## Životopis
1998. god. upisao Učiteljski studij s pojačanim programom povijesti na Visokoj učiteljskoj školi u Osijeku. Diplomirao 2004. god.
Od 2004. god. studirao na Umjetničkoj akademiji u Osijeku, smjer likovna kultura (kiparstvo), diplomirao 2009. god.
Član je Likovnog kluba“Nikola Trick“ i „Strip kluba 85“ u Virovitici te Hrvatskog društva karikaturista u Zagrebu s kojima redovito sudjeluje na izložbama.

## Nagrade i priznanja
- 2001 prva nagrada na Međunarodnom festivalu stripa "CRTANI ROMANI ŠOU" u Zagrebu.
- 2003 posebna nagrada na Međunarodnom salonu karikature "ČVORAK"
- 2004 nagrada za najbolju hrvatsku karikaturu na Međunarodnom salonu karikature "ČVORAK" u Bjelovaru

## Izložbe
- 1990 Dom OS, Virovitica
- 1995 Mini galerija "Dubravka", Virovitica
- 1997 Caffe bar "As", Virovitica
- 1998 Dom OS, Virovitica
- 2000 Društveni dom Sveti Đurađ
- 2000 Pedagoški fakultet, Osijek
- 2001 Galerija kluba INA, Zagreb
- 2002 Galerija karikature, Osijek
- 2002 Studentski centar, Osijek
- 2003 Hotel, Donji Miholjac
- 2003 Visoka učiteljska škola, Osijek
- 2004 Galerija kluba INA, Zagreb
- 2004 Caffe bar "BOOM" Virovitica
- 2009 Muzej Slavonije, Osijek

## Vanjske poveznice
- http://www.hdk.hr/clanovi/roko_idzojtic/index.php
- http://verbum.hr/knjige/sveti-roko-3719/  Arhivirana inačica izvorne stranice od 4. listopada 2018. (Wayback Machine)